# Orientális faunaterület
Az orientális faunaterület (Dél- és Délkelet-Ázsia) a legtöbb szerző szerint az óvilági faunabirodalom (Arctogea) része. Egyes szerzők indo-maláj faunabirodalom néven önálló faunabirodalomnak tekintik.

Az indomaláj ökozóna biomjai

Az indomaláj ökozóna biorégiói

Indokína, Indiai szubkontinens, Malézia (Fülöp-szigetek, Indonézia és Malajzia a Wallace-vonaltól nyugatra)

## Földrajzi helyzete

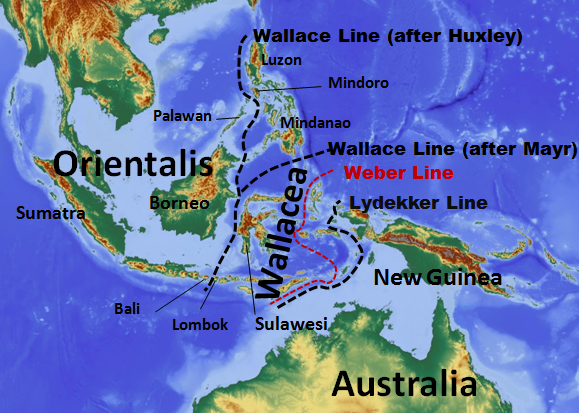
A Wallace-vonal, a Weber-vonal és a Lydekker-vonal

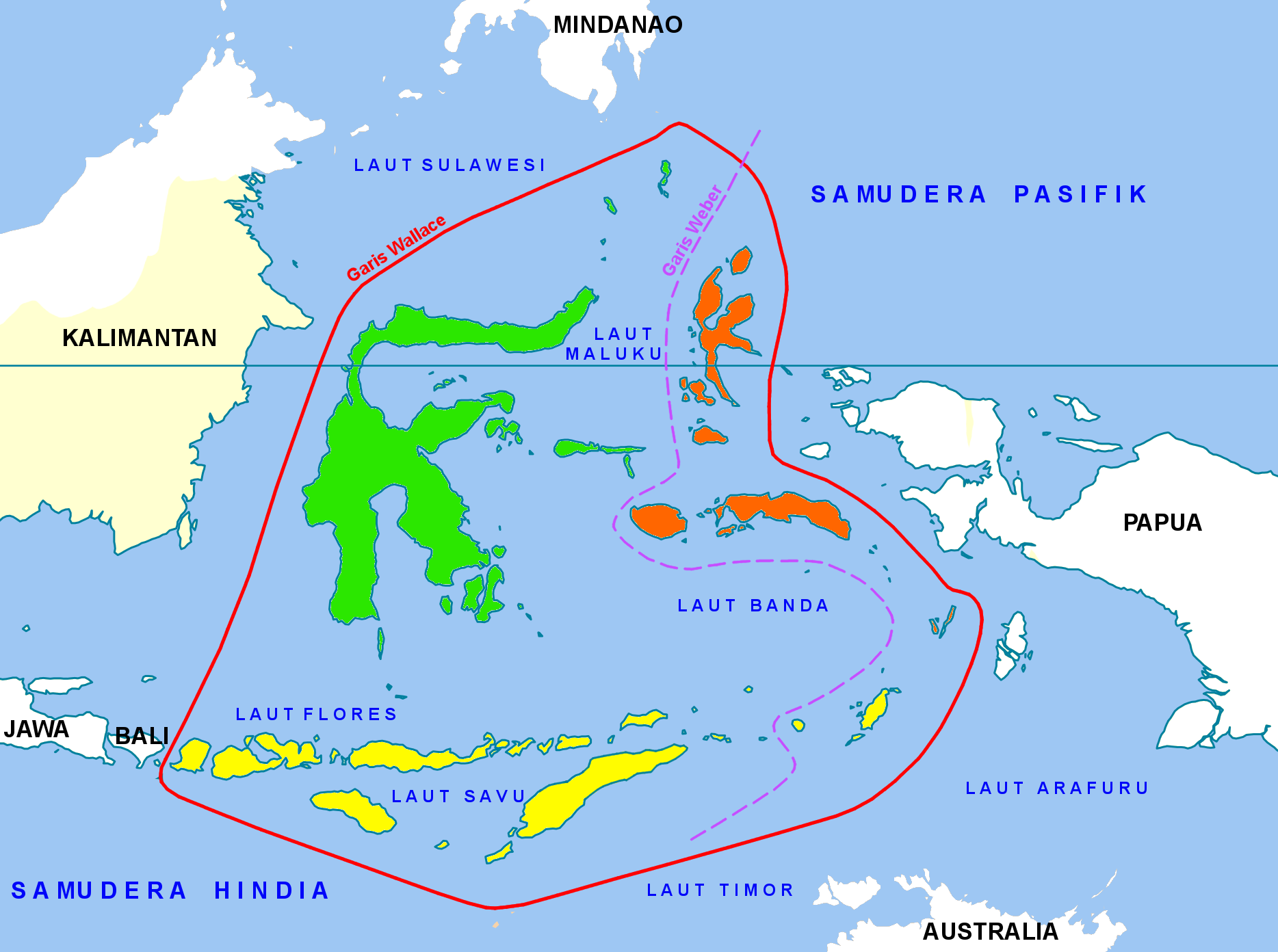
Wallacea három faunatartománya

Állatföldrajzi szempontból ez kelet és nyugat állatvilágának találkozó zónája. Elkülönülését és önálló fejlődését két tényező alakította ki:
- a holarktikus faunaterülettől elválasztotta az Eurázsiai hegységrendszer felgyűrődése — azon belül is főképp a Himalája, ahol nagy területen endemikus magashegyi fauna alakult ki;
- az etiópiai faunaterülettől (Afrikától) elválasztották a Közel-Kelet sivatagai.

Az iméntieknek megfelelően nyugati határa az India, Afganisztán és Pakisztán határvidékén elterülő sivatagok (amelyek legjelentősebbike a Thár-sivatag), északról a Hindukus és a Himalája hegység gerince, majd a Jangce folyó amelynek völgye átmeneti terület az északi faunabirodalom (Arctogea) felé. Délkeleten az ausztráliai faunabirodalommal (Notogaea) határos. Ennek a két faunabirodalomnak a határán egy széles átmeneti zóna fejlődött ki. Ennek nyugati határa a Wallace-vonal, keleti határa pedig a Lydekker-vonal. Ez az átmeneti terület annyira sajátos, hogy többen önálló állatföldrajzi egységnek tekintik Wallacea néven.

## Területi felosztása
Ha ezt az állatföldrajzi egységet faunaterületnek tekinthetjük, akkor közvetlenül faunatartományokra tagolható. Azok, akik faunabirodalomnak tartják, három faunaterületét különítik el:
- elő-indiai faunaterület,
- indokínai faunaterület és
- maláj faunaterület néven.

A hat faunatartomány:
- elő-indiai faunatartomány,
- ceyloni faunatartomány,
- hátsó-indiai faunatartomány,
- szunda faunatartomány,
- celebeszi faunatartomány,
- fülöp-szigeti faunatartomány.

## Éghajlata
Jellemző éghajlattípusok:
- trópusi,
- szubtrópusi,
- monszun,
- magashegyi.

Ezek közül a leginkább jellemző a szubtrópusi klíma.

## Növényzete
A régió kiterjedése és erős tagoltsága okán növényzete a trópusi esőerdőtől a magashegyi kopárokig változékony. A legnagyobb részén trópusi esőerdő nő.
Jellemző növénytársulások:
- sztyepp,
- szavanna,
- bozótos,
- örökzöld erdő,
- mangrovemocsár,
- trópusi esőerdő.

## Állatvilága
Állatvilága igen gazdag, ami egyrészt annak köszönhető, hogy egymástól nagyon különböző élővilágú faunabirodalmak között foglal helyet, másrészt pedig annak, hogy megőrizte a Gondwana őskontinens faunájának egyes elemeit. A találkozó zóna jelleg kitűnően látható az emlősök csoportjain.

### Emlősök
Eurázsiai elemek:
- szarvasfélék (Cervidae)
- medvefélék (Ursidae),
- kecskék (Capra),
- juhok (Ovis).

Afrikában is megtalálható elemek:
- orrszarvúfélék (Rhinocerotidae),
- elefántfélék (Elephantidae),
- hiénafélék (Hyaenidae),
- emberszabású majmok (Hominoidea)
- nagymacskák:
  - leopárd (Panthera pardus)
  - oroszlán (Panthera leo)

Ausztráliai elemek:
- kuszkuszfélék (Phalangeridae) (a Szunda-szigeteken)

Endemikus elemek:
- bőrszárnyúak (Dermoptera),
- mókuscickányok (Tupaiidae),
- gibbonok (Hylobatinae),
- négykarmos félmajmok,
- pandák

A páratlanujjú patások (Perissodactyla) legismertebb fajai:
- az indiai tapír (Tapirus indicus) és
- az orrszarvúfélék (Rhinocerotidae):
  - az indiai orrszarvú (Rhinoceros unicornis),
  - a jávai orrszarvú (Rhinoceros sondaicus) és
  - a szumátrai orrszarvú (Dicerorhinus sumatrensis).

A párosujjú patások (Artiodactyla) közül jellemző:
- a disznófélék (Suidae) több faja, például:
  - a babirussza (Babyrussa babirussa),
  - a törpedisznó (Sus salvanius),
  - a szakállas disznó (Sus barbatus),
  - a Fülöp-szigeteki disznó (Sus philippensis).
- a kérődzők (Ruminantia)
  - ősi képviselői a kancsilfélék (Tragulidae).
  - a szarvasfélék (Cervidae) sok faja él itt, például:
    - a számbárszarvas (Cervus unicolor),
    - a mocsári szarvas (Cervus duvauceli),
    - a sörényes szarvas (Cervus timorensis),
    - a pettyes szarvas (Axis axis).

A medvék családjának (Ursidae) endemikus fajai:
- a maláj medve (Helarctos malayanus),
- az ajakos medve (Melursus ursinus),
- az örvös medve (Ursus tibetanus),
- a vörös panda (vörös macskamedve) (Ailurus fulgens) és
- az óriáspanda (Ailuropoda melanoleuca).

### Madarak
A madárfauna gazdag, de az átmeneti jelleg miatt csak három endemikus madárcsalád endemikus:
- levélmadárfélék (Chloropseidae),
- tündérkékmadár-félék (Irenidae) és
- Megalaiminae.

Jellemzőek még:
- fácánfélék (Phasianidae) sok faja bennszülött:
  - a bankivatyúk (Gallus ferrugineus), amit a házi tyúk ősének tartanak,
  - a fényfácán (Lophophorus impejanus),
  - a paradicsomfácán (Chrysolophus amherstiae),
  - az aranyfácán (Chrysolophus pictus),
  - a pávaformák (Pavoninae) legtöbb faja;
- pittafélék (Pittidae),
- timáliafélék (Timaliidae),
- virágjárófélék (Dicaeidae).

Nevezetes még:
- a sárgarigófélék (Oriolidae) közé tartozó tündérkék madár (Irena puella),
- a rigófélék (Turdidae) közé tartozó sámarigó (Kittacincla malabarica) és
- a seregélyfélék (Sturnidae) közé tartozó, hangutánzó beó (Gracula religiosa).

### Hüllők
A hüllőfauna is fajgazdag. Jellemző fajok:
- mocsári krokodil (Crocodylus palustris),
- sziámi krokodil (Crocodylus siamensis),
- gangeszi gaviál (Gavialis gangeticus).

Az agámafélék (Agamidae) közül különlegesnek számítanak a vitorlázni képes repülő gyíkok (Draco spp.).
A varánuszfélék (Varanidae) valószínűleg Ausztráliából terjedtek szét a szigetvilágban, de mára a legtöbb helyről kipusztultak (legtöbbjüket valószínűleg az emberek irtották ki). Legnevezetesebb fennmaradt képviselőjük a 3 m hosszt is elérő komodói sárkány (Varanus komodoensis).
A kígyók közül jellemzőek
- a pitonok :
  - kockás piton (Python reticulatus),
  - tigrispiton (Python molurus) és
- a mérges siklók (Elapidae):
  - pápaszemes kobra (Naja naja),
  - királykobra (Ophiophagus hannah).

### Kétéltűek
A régióban egyáltalán nincsenek levelibéka-félék (Hylidae). Ökológiai fülkéiket a hasonló életmódú evezőbékák (Rhacophoridae) töltik be. Ezek egyes fajai siklórepülésre is képesek; ilyen például a jávai repülőbéka (Rhacophorus reinwardtii).

### Halak
A halfauna jellegzetes képviselői a különös vadászmódszerükről híres lövőhalfélék (Toxotidae).

## Fordítás
- Ez a szócikk részben vagy egészben  az   Indomalaya ecozone című angol Wikipédia-szócikk fordításán alapul.  Az eredeti cikk szerkesztőit annak laptörténete sorolja fel. Ez a jelzés csupán a megfogalmazás eredetét és a szerzői jogokat jelzi, nem szolgál a cikkben szereplő információk forrásmegjelöléseként.